# Eriogonum duchesnense
Eriogonum duchesnense är en slideväxtart som beskrevs av James Lauritz Reveal. Eriogonum duchesnense ingår i släktet Eriogonum och familjen slideväxter. Inga underarter finns listade i Catalogue of Life.